# Бедфорд (Пенсилванија)
Бедфорд (енгл. Bedford) град је у америчкој савезној држави Пенсилванија.

## Демографија
По попису из 2010. године број становника је 2.841, што је 300 (-9,6%) становника мање него 2000. године.
| Група             | 2000.         | 2010.         |
| Белци             | 3.049 (97,1%) | 2.699 (95,0%) |
| Афроамериканци    | 16 (0,5%)     | 33 (1,2%)     |
| Азијати           | 24 (0,8%)     | 15 (0,5%)     |
| Хиспаноамериканци | 25 (0,8%)     | 57 (2,0%)     |
| Укупно            | 3.141         | 2.841         |